# Port lotniczy Marrakesz-Menara
Port lotniczy Marrakesz-Menara (IATA: RAK, ICAO: GMMX) – międzynarodowy port lotniczy położony w Marrakeszu. W 2019 obsłużył 6 396 394 pasażerów, co plasowało je na drugim miejscu wśród wszystkich portów lotniczych w Maroku (po Lotnisku Muhammeda V).

## Linie lotnicze i połączenia
| Linia lotnicza                | Kierunek |
| ----------------------------- | --- |
| Aegean Airlines               | 1. Ateny |
| Aer Lingus                    | 1. Dublin |
| Air Arabia Maroc              | 1. / Ad-Dachla 2. Fez |
| airBaltic                     | Sezonowo: 1. Ryga |
| Air Europa                    | 1. Madryt |
| Air France                    | 1. Paryż-Charles de Gaulle Sezonowo: 1. Nicea |
| Air Transat                   | 1. Montreal-Trudeau |
| Alexandria Airlines           | Sezonowe czartery: 1. Szarm el-Szejk |
| Animawings                    | Sezonowo: 1. Bukareszt-Otopeni |
| Arkia Israel Airlines         | 1. Tel Awiw |
| Austrian Airlines             | Sezonowo: 1. Wiedeń |
| Binter Canarias               | 1. Gran Canaria (do 4 maja 2025) Sezonowo: 1. Madera 2. Teneryfa-Północ |
| British Airways               | 1. Londyn-Gatwick 2. Londyn-Heathrow |
| Delta Air Lines               | Sezonowo: 1. Atlanta |
| Discover Airlines             | 1. Frankfurt 2. Monachium |
| easyJet                       | 1. / Bazylea 2. Bordeaux 3. Bristol 4. Genewa 5. Lizbona 6. Londyn-Gatwick 7. Londyn-Luton 8. Lyon 9. Manchester 10. Mediolan-Malpensa 11. Nantes 12. Neapol 13. Nicea 14. Paryż-Charles de Gaulle 15. Porto 16. Tuluza Sezonowo: 1. Amsterdam |
| Edelweiss Air                 | Sezonowo: 1. Zurych |
| El Al                         | 1. Tel Awiw |
| European Air Charter          | Sezonowe czartery: 1. Sofia |
| Eurowings                     | Sezonowo: 1. Düsseldorf |
| Iberia                        | 1. Madryt |
| Jet2.com                      | 1. Birmingham 2. Londyn-Stansted 3. Manchester Sezonowo: 1. Glasgow |
| LOT                           | 1. Warszawa-Chopin (od 26 października 2025) |
| Luxair                        | Sezonowo: 1. Luksemburg |
| Norwegian Air Shuttle         | 1. Kopenhaga Sezonowo: 1. Oslo-Gardermoen 2. Sztokholm-Arlanda |
| Play                          | Sezonowo: 1. Reykjavík-Keflavík |
| Qatar Airways                 | 1. Doha |
| Royal Air Maroc               | 1. Barcelona 2. Bordeaux 3. Bruksela 4. Casablanca 5. Lyon 6. Marsylia 7. Nicea 8. Paryż-Charles de Gaulle 9. Paryż-Orly 10. Tuluza Sezonowo: 1. Medyna |
| Royal Air Maroc Express       | 1. Casablanca |
| Ryanair                       | 1. Alicante 2. Barcelona 3. Paryż-Beauvais 4. Mediolan-Bergamo 5. Berlin 6. Birmingham 7. Bordeaux 8. Bristol 9. Bruksela 10. Paryż-Vatry 11. Bruksela-Charleroi 12. Kolonia/Bonn 13. Dole 14. Dublin 15. Edynburg 16. Eindhoven 17. Errachidia 18. Faro 19. Fez 20. Girona 21. Gran Canaria 22. Frankfurt-Hahn 23. Leeds/Bradford 24. Lizbona 25. Londyn-Stansted 26. Madryt 27. Manchester 28. Marsylia 29. Mediolan-Malpensa 30. Murcja 31. Neapol 32. Nîmes 33. Oujda 34. Perpignan 35. Piza 36. Porto 37. Rzym-Ciampino 38. Santander 39. Sewilla 40. Sztokholm-Arlanda 41. Tanger 42. Tetuan 43. Tuluza 44. Tours 45. Treviso 46. Turyn 47. Walencja 48. Weeze 49. Saragossa Sezonowo: 1. Lanzarote 2. La Rochelle 3. Limoges 4. Palma de Mallorca 5. Teneryfa-Południe |
| Saudia                        | Sezonowo: 1. Dżudda |
| Swiss International Air Lines | 1. Genewa |
| TAP Portugal                  | 1. Lizbona |
| Transavia                     | 1. Amsterdam 2. Bordeaux 3. Brest-Bretagne 4. Bruksela 5. Eindhoven 6. Lyon 7. Montpellier 8. Nantes 9. Paryż-Orly 10. Rennes Sezonowo: 1. Boa Vista 2. Dakar-Diass 3. Marsylia 4. Praia 5. Sal 6. São Vicente |
| TUI Airways                   | 1. Birmingham 2. Londyn-Gatwick 3. Manchester Sezonowo: 1. Bristol |
| TUI fly Belgium               | 1. Bolonia 2. Bruksela 3. Lille 4. Paryż-Orly 5. Rotterdam |
| Turkish Airlines              | 1. Stambuł |
| United Airlines               | 1. Newark |
| Volotea                       | 1. Nantes 2. Strasburg Sezonowo: 1. Bilbao 2. Bordeaux 3. Lille 4. Lyon |
| Vueling Airlines              | 1. Barcelona Sezonowo: 1. Bilbao 2. Paryż-Orly |
| Wizz Air                      | 1. Londyn-Gatwick 2. Mediolan-Malpensa 3. Warszawa-Chopin Sezonowo: 1. Rzym-Fiumicino |